# Alemanya a la Copa del Món de futbol
Aquest és el registre dels resultats de Alemanya a la Copa del Món. Alemanya ha estat campiona en quatre ocasions: 1954, 1974, 1990, i 2014.

## Resum d'actuacions
Campions      Finalistes      Tercers      Quarts
Un requadre vermell indica que eren amfitrions del campionat.
| Historial a la Copa del Món | Historial a la Copa del Món       | Historial a la Copa del Món       | Historial a la Copa del Món       | Historial a la Copa del Món       | Historial a la Copa del Món       | Historial a la Copa del Món       | Historial a la Copa del Món       | Historial a la Copa del Món       |
| Edició                      | Ronda                             | Posició                           | PJ                                | PG                                | PE                                | PP                                | GF                                | GC                                |
| Com Alemanya                | Com Alemanya                      | Com Alemanya                      | Com Alemanya                      | Com Alemanya                      | Com Alemanya                      | Com Alemanya                      | Com Alemanya                      | Com Alemanya                      |
| --------------------------- | --------------------------------- | --------------------------------- | --------------------------------- | --------------------------------- | --------------------------------- | --------------------------------- | --------------------------------- | --------------------------------- |
| 1930                        | No hi participà                   | No hi participà                   | No hi participà                   | No hi participà                   | No hi participà                   | No hi participà                   | No hi participà                   | No hi participà                   |
| 1934                        | Tercer lloc                       | 3s                                | 4                                 | 3                                 | 0                                 | 1                                 | 11                                | 8                                 |
| 1938                        | Primera ronda                     | 10s                               | 2                                 | 0                                 | 1                                 | 1                                 | 3                                 | 5                                 |
| Com Alemanya Occidental     |                                   |                                   |                                   |                                   |                                   |                                   |                                   |                                   |
| 1950                        | Els van prohibir la classificació | Els van prohibir la classificació | Els van prohibir la classificació | Els van prohibir la classificació | Els van prohibir la classificació | Els van prohibir la classificació | Els van prohibir la classificació | Els van prohibir la classificació |
| 1954                        | Campions                          | 1s                                | 6                                 | 5                                 | 0                                 | 1                                 | 25                                | 14                                |
| 1958                        | Quarta posició                    | 4s                                | 6                                 | 2                                 | 2                                 | 2                                 | 12                                | 14                                |
| 1962                        | Quarts de final                   | 7s                                | 4                                 | 2                                 | 1                                 | 1                                 | 4                                 | 2                                 |
| 1966                        | Finalistes                        | 2s                                | 6                                 | 4                                 | 1                                 | 1                                 | 15                                | 6                                 |
| 1970                        | Tercer lloc                       | 3s                                | 6                                 | 5                                 | 0                                 | 1                                 | 17                                | 10                                |
| 1974                        | Campions                          | 1s                                | 7                                 | 6                                 | 0                                 | 1                                 | 13                                | 4                                 |
| 1978                        | Segona ronda                      | 6s                                | 6                                 | 1                                 | 4                                 | 1                                 | 10                                | 5                                 |
| 1982                        | Finalistes                        | 2s                                | 7                                 | 3                                 | 2                                 | 2                                 | 12                                | 10                                |
| 1986                        | Finalistes                        | 2s                                | 7                                 | 3                                 | 2                                 | 2                                 | 8                                 | 7                                 |
| 1990                        | Campions                          | 1s                                | 7                                 | 5                                 | 2                                 | 0                                 | 15                                | 5                                 |
| Com Alemanya                |                                   |                                   |                                   |                                   |                                   |                                   |                                   |                                   |
| 1994                        | Quarts de final                   | 5s                                | 5                                 | 3                                 | 1                                 | 1                                 | 9                                 | 7                                 |
| 1998                        | Quarts de final                   | 7s                                | 5                                 | 3                                 | 1                                 | 1                                 | 8                                 | 6                                 |
| 2002                        | Finalistes                        | 2s                                | 7                                 | 5                                 | 1                                 | 1                                 | 14                                | 3                                 |
| 2006                        | Tercer lloc                       | 3s                                | 7                                 | 5                                 | 1                                 | 1                                 | 14                                | 6                                 |
| 2010                        | Tercer lloc                       | 3s                                | 7                                 | 5                                 | 0                                 | 2                                 | 16                                | 5                                 |
| 2014                        | Campions                          | 1s                                | 7                                 | 6                                 | 1                                 | 0                                 | 18                                | 4                                 |
| 2018                        | Primera ronda                     | 22s                               | 3                                 | 1                                 | 0                                 | 2                                 | 2                                 | 4                                 |
| 2022                        | Primera ronda                     | 17s                               | 3                                 | 1                                 | 1                                 | 1                                 | 6                                 | 5                                 |
| 2026                        | Pendent                           | Pendent                           | Pendent                           | Pendent                           | Pendent                           | Pendent                           | Pendent                           | Pendent                           |
| 2030                        | Pendent                           | Pendent                           | Pendent                           | Pendent                           | Pendent                           | Pendent                           | Pendent                           | Pendent                           |
| 2034                        | Pendent                           | Pendent                           | Pendent                           | Pendent                           | Pendent                           | Pendent                           | Pendent                           | Pendent                           |
| Total                       | 4 títols                          | 4 títols                          | 109                               | 67                                | 20                                | 22                                | 226                               | 125                               |

## Itàlia 1934

### Vuitens de final
| Alemanya                                           | 5–2     | Bèlgica           |
| -------------------------------------------------- | ------- | ----------------- |
| Kobierski 25' · Siffling 49' · Conen 66', 70', 87' | Informe | Voorhoof 29', 43' |

### Quarts de final
| Alemanya         | 2–1     | Suècia     |
| ---------------- | ------- | ---------- |
| Hohmann 60', 63' | Informe | Dunker 82' |

### Semifinals
| Txecoslovàquia        | 3–1     | Alemanya  |
| --------------------- | ------- | --------- |
| Nejedlý 21', 69', 80' | Informe | Noack 62' |

### Partit pel tercer lloc
| Alemanya                   | 3–2     | Àustria                 |
| -------------------------- | ------- | ----------------------- |
| Lehner 1', 42' · Conen 27' | Informe | Horvath 28' · Sesta 54' |

## França 1938

### Vuitens de final
| Suïssa       | 1–1 (pr.) | Alemanya    |
| ------------ | --------- | ----------- |
| Abegglen 43' | Informe   | Gauchel 29' |

| Suïssa                                         | 4–2     | Alemanya                            |
| ---------------------------------------------- | ------- | ----------------------------------- |
| Walaschek 42' · Bickel 64' · Abegglen 75', 78' | Informe | Hahnemann 8' · Lörtscher 22' (p.p.) |

## Suïssa 1954

### Primera fase: Grup 2
| Pos | Equip               | PJ | PG | PE | PP | GF | GC | DG  | Pts | Classificació                         |
| --- | ------------------- | -- | -- | -- | -- | -- | -- | --- | --- | ------------------------------------- |
| 1   | Hongria             | 2  | 2  | 0  | 0  | 17 | 3  | +14 | 4   | Avança a la segona fase               |
| 2   | Alemanya Occidental | 2  | 1  | 0  | 1  | 7  | 9  | −2  | 2   | Van disputar un partit pel segon lloc |
| 3   | Turquia             | 2  | 1  | 0  | 1  | 8  | 4  | +4  | 2   | Van disputar un partit pel segon lloc |
| 4   | Corea del Sud       | 2  | 0  | 0  | 2  | 0  | 16 | −16 | 0   |                                       |

| Alemanya Occidental                                   | 4–1     | Turquia |
| ----------------------------------------------------- | ------- | ------- |
| Schäfer 14' · Klodt 52' · O. Walter 60' · Morlock 84' | Informe | Suat 2' |

| Hongria                                                                  | 8–3     | Alemanya Occidental                 |
| ------------------------------------------------------------------------ | ------- | ----------------------------------- |
| Kocsis 3', 21', 69', 78' · Puskás 17' · Hidegkuti 52', 54' · J. Tóth 75' | Informe | Pfaff 25' · Rahn 77' · Herrmann 84' |

Partit pel segon lloc:
| Alemanya Occidental                                                     | 7–2     | Turquia                  |
| ----------------------------------------------------------------------- | ------- | ------------------------ |
| O. Walter 7' · Schäfer 12', 79' · Morlock 30', 60', 77' · F. Walter 62' | Informe | Mustafa 21' · Lefter 82' |

### Segona fase

#### Quarts de final
| Alemanya Occidental         | 2–0     | Iugoslàvia |
| --------------------------- | ------- | ---------- |
| Horvat 9' (p.p.) · Rahn 85' | Informe |            |

#### Semifinals
| Alemanya Occidental                                                           | 6–1     | Àustria    |
| ----------------------------------------------------------------------------- | ------- | ---------- |
| Schäfer 31' · Morlock 47' · F. Walter 54' (p.), 64' (p.) · O. Walter 61', 89' | Informe | Probst 51' |

#### Final
| Alemanya Occidental         | 3–2     | Hongria               |
| --------------------------- | ------- | --------------------- |
| Morlock 10' · Rahn 18', 84' | Informe | Puskás 6' · Czibor 8' |

## Suècia 1958

### Primera fase: Grup 1
| Pos | Equip               | PJ | PG | PE | PP | GF | GC | GR    | Pts | Classificació                      |
| --- | ------------------- | -- | -- | -- | -- | -- | -- | ----- | --- | ---------------------------------- |
| 1   | Alemanya Occidental | 3  | 1  | 2  | 0  | 7  | 5  | 1,400 | 4   | Avança a la segona fase            |
| 2   | Txecoslovàquia      | 3  | 1  | 1  | 1  | 8  | 4  | 2,000 | 3   | Van disputar un partit de desempat |
| 3   | Irlanda del Nord    | 3  | 1  | 1  | 1  | 4  | 5  | 0,800 | 3   | Van disputar un partit de desempat |
| 4   | Argentina           | 3  | 1  | 0  | 2  | 5  | 10 | 0,500 | 2   |                                    |

| Argentina   | 1–3     | Alemanya Occidental        |
| ----------- | ------- | -------------------------- |
| Corbatta 3' | Informe | Rahn 32', 79' · Seeler 42' |

| Alemanya Occidental    | 2–2     | Txecoslovàquia              |
| ---------------------- | ------- | --------------------------- |
| Schäfer 60' · Rahn 71' | Informe | Dvořák 24' (p.) · Zikán 42' |

| Alemanya Occidental   | 2–2     | Irlanda del Nord   |
| --------------------- | ------- | ------------------ |
| Rahn 20' · Seeler 78' | Informe | McParland 18', 60' |

Partit pel segon lloc:
| Irlanda del Nord   | 2–1 (pr.) | Txecoslovàquia |
| ------------------ | --------- | -------------- |
| McParland 44', 97' | Informe   | Zikán 18'      |

### Segona fase

#### Quarts de final
| Alemanya Occidental | 1–0     | Iugoslàvia |
| ------------------- | ------- | ---------- |
| Rahn 12'            | Informe |            |

#### Semifinals
| Suècia                               | 3–1     | Alemanya Occidental |
| ------------------------------------ | ------- | ------------------- |
| Skoglund 32' · Gren 81' · Hamrin 88' | Informe | Schäfer 24'         |

#### Partit pel tercer lloc
| França                                                  | 6–3     | Alemanya Occidental                      |
| ------------------------------------------------------- | ------- | ---------------------------------------- |
| Fontaine 16', 36', 78', 89' · Kopa 27' (p.) · Douis 50' | Informe | Cieslarczyk 18' · Rahn 52' · Schäfer 84' |

## Xile 1962

### Primera fase: Grup 2
| Pos | Equip               | PJ | PG | PE | PP | GF | GC | GR    | Pts | Classificació           |
| --- | ------------------- | -- | -- | -- | -- | -- | -- | ----- | --- | ----------------------- |
| 1   | Alemanya Occidental | 3  | 2  | 1  | 0  | 4  | 1  | 4,000 | 5   | Avança a la segona fase |
| 2   | Xile                | 3  | 2  | 0  | 1  | 5  | 3  | 1,667 | 4   | Avança a la segona fase |
| 3   | Itàlia              | 3  | 1  | 1  | 1  | 3  | 2  | 1,500 | 3   |                         |
| 4   | Suïssa              | 3  | 0  | 0  | 3  | 2  | 8  | 0,250 | 0   |                         |

| Alemanya Occidental | 0–0     | Itàlia |
| ------------------- | ------- | ------ |
|                     | Informe |        |

| Alemanya Occidental     | 2–1     | Suïssa        |
| ----------------------- | ------- | ------------- |
| Brülls 45' · Seeler 59' | Informe | Schneiter 73' |

| Alemanya Occidental               | 2–0     | Xile |
| --------------------------------- | ------- | ---- |
| Szymaniak 21' (pen.) · Seeler 82' | Informe |      |

### Segona fase

#### Quarts de final
| Iugoslàvia    | 1–0     | Alemanya Occidental |
| ------------- | ------- | ------------------- |
| Radaković 85' | Informe |                     |

## Anglaterra 1966

### Primera fase: Grup 2
| Pos | Equip               | PJ | PG | PE | PP | GF | GC | GR    | Pts | Classificació           |
| --- | ------------------- | -- | -- | -- | -- | -- | -- | ----- | --- | ----------------------- |
| 1   | Alemanya Occidental | 3  | 2  | 1  | 0  | 7  | 1  | 7,000 | 5   | Avança a la segona fase |
| 2   | Argentina           | 3  | 2  | 1  | 0  | 4  | 1  | 4,000 | 5   | Avança a la segona fase |
| 3   | Espanya             | 3  | 1  | 0  | 2  | 4  | 5  | 0,800 | 2   |                         |
| 4   | Suïssa              | 3  | 0  | 0  | 3  | 1  | 9  | 0,111 | 0   |                         |

| Alemanya Occidental                                      | 5–0     | Suïssa |
| -------------------------------------------------------- | ------- | ------ |
| Held 16' · Haller 21', 77' (pen.) · Beckenbauer 40', 52' | Informe |        |

| Argentina | 0–0     | Alemanya Occidental |
| --------- | ------- | ------------------- |
|           | Informe |                     |

| Alemanya Occidental       | 2–1     | Espanya   |
| ------------------------- | ------- | --------- |
| Emmerich 39' · Seeler 84' | Informe | Fusté 23' |

### Segona fase

#### Quarts de final
| Alemanya Occidental                            | 4–0     | Uruguai |
| ---------------------------------------------- | ------- | ------- |
| Haller 11', 83' · Beckenbauer 70' · Seeler 75' | Informe |         |

#### Semifinals
| Alemanya Occidental          | 2–1     | Unió Soviètica |
| ---------------------------- | ------- | -------------- |
| Haller 43' · Beckenbauer 67' | Informe | Porkuyan 88'   |

#### Final
| Anglaterra                         | 4–2 (pr.) | Alemanya Occidental    |
| ---------------------------------- | --------- | ---------------------- |
| Hurst 18', 101', 120' · Peters 78' | Informe   | Haller 12' · Weber 89' |

## Mèxic 1970

### Primera fase: Grup 4
| Pos | Equip               | PJ | PG | PE | PP | GF | GC | DG | Pts | Classificació           |
| --- | ------------------- | -- | -- | -- | -- | -- | -- | -- | --- | ----------------------- |
| 1   | Alemanya Occidental | 3  | 3  | 0  | 0  | 10 | 4  | +6 | 6   | Avança a la segona fase |
| 2   | Perú                | 3  | 2  | 0  | 1  | 7  | 5  | +2 | 4   | Avança a la segona fase |
| 3   | Bulgària            | 3  | 0  | 1  | 2  | 5  | 9  | −4 | 1   |                         |
| 4   | Marroc              | 3  | 0  | 1  | 2  | 2  | 6  | −4 | 1   |                         |

| Alemanya Occidental     | 2–1     | Marroc    |
| ----------------------- | ------- | --------- |
| Seeler 56' · Müller 80' | Informe | Jarir 21' |

| Alemanya Occidental                                 | 5–2     | Bulgària                  |
| --------------------------------------------------- | ------- | ------------------------- |
| Libuda 20' · Müller 27', 52' (p.), 88' · Seeler 67' | Informe | Nikodimov 12' · Kolev 89' |

| Alemanya Occidental  | 3–1     | Perú         |
| -------------------- | ------- | ------------ |
| Müller 19', 26', 39' | Informe | Cubillas 44' |

### Segona fase

#### Quarts de final
| Alemanya Occidental                        | 3–2 (pr.) | Anglaterra               |
| ------------------------------------------ | --------- | ------------------------ |
| Beckenbauer 68' · Seeler 82' · Müller 108' | Informe   | Mullery 31' · Peters 49' |

#### Semifinals
| Itàlia                                                 | 4–3 (pr.) | Alemanya Occidental                 |
| ------------------------------------------------------ | --------- | ----------------------------------- |
| Boninsegna 8' · Burgnich 98' · Riva 104' · Rivera 111' | Informe   | Schnellinger 90' · Müller 94', 110' |

#### Partit pel tercer lloc
| Alemanya Occidental | 1–0     | Uruguai |
| ------------------- | ------- | ------- |
| Overath 26'         | Informe |         |

## Alemanya Occidental 1974

### Primera fase: Grup 1
| Pos | Equip               | PJ | PG | PE | PP | GF | GC | DG | Pts | Classificació           |
| --- | ------------------- | -- | -- | -- | -- | -- | -- | -- | --- | ----------------------- |
| 1   | Alemanya Oriental   | 3  | 2  | 1  | 0  | 4  | 1  | +3 | 5   | Avança a la segona fase |
| 2   | Alemanya Occidental | 3  | 2  | 0  | 1  | 4  | 1  | +3 | 4   | Avança a la segona fase |
| 3   | Xile                | 3  | 0  | 2  | 1  | 1  | 2  | −1 | 2   |                         |
| 4   | Austràlia           | 3  | 0  | 1  | 2  | 0  | 5  | −5 | 1   |                         |

| Alemanya Occidental | 1–0     | Xile |
| ------------------- | ------- | ---- |
| Breitner 18'        | Informe |      |

| Austràlia | 0–3     | Alemanya Occidental                     |
| --------- | ------- | --------------------------------------- |
|           | Informe | Overath 12' · Cullmann 34' · Müller 53' |

| Alemanya Oriental | 1–0     | Alemanya Occidental |
| ----------------- | ------- | ------------------- |
| Sparwasser 77'    | Informe |                     |

### Segona fase: Grup B
| Pos | Equip               | PJ | PG | PE | PP | GF | GC | DG | Pts | Classificació                    |
| --- | ------------------- | -- | -- | -- | -- | -- | -- | -- | --- | -------------------------------- |
| 1   | Alemanya Occidental | 3  | 3  | 0  | 0  | 7  | 2  | +5 | 6   | Avança a la final                |
| 2   | Polònia             | 3  | 2  | 0  | 1  | 3  | 2  | +1 | 4   | Avança al partit pel tercer lloc |
| 3   | Suècia              | 3  | 1  | 0  | 2  | 4  | 6  | −2 | 2   |                                  |
| 4   | Iugoslàvia          | 3  | 0  | 0  | 3  | 2  | 6  | −4 | 0   |                                  |

| Iugoslàvia | 0–2     | Alemanya Occidental       |
| ---------- | ------- | ------------------------- |
|            | Informe | Breitner 39' · Müller 82' |

| Alemanya Occidental                                        | 4–2     | Suècia                     |
| ---------------------------------------------------------- | ------- | -------------------------- |
| Overath 51' · Bonhof 52' · Grabowski 76' · Hoeneß 89' (p.) | Informe | Edström 24' · Sandberg 53' |

| Polònia | 0–1     | Alemanya Occidental |
| ------- | ------- | ------------------- |
|         | Informe | Müller 76'          |

### Final
| Països Baixos    | 1–2     | Alemanya Occidental            |
| ---------------- | ------- | ------------------------------ |
| Neeskens 2' (p.) | Informe | Breitner 25' (p.) · Müller 43' |

## Argentina 1978

### Primera fase: Grup 2
| Pos | Equip               | PJ | PG | PE | PP | GF | GC | DG  | Pts | Classificació           |
| --- | ------------------- | -- | -- | -- | -- | -- | -- | --- | --- | ----------------------- |
| 1   | Polònia             | 3  | 2  | 1  | 0  | 4  | 1  | +3  | 5   | Avança a la segona fase |
| 2   | Alemanya Occidental | 3  | 1  | 2  | 0  | 6  | 0  | +6  | 4   | Avança a la segona fase |
| 3   | Tunísia             | 3  | 1  | 1  | 1  | 3  | 2  | +1  | 3   |                         |
| 4   | Mèxic               | 3  | 0  | 0  | 3  | 2  | 12 | −10 | 0   |                         |

| Alemanya Occidental | 0–0     | Polònia |
| ------------------- | ------- | ------- |
|                     | Informe |         |

| Alemanya Occidental                                                  | 6–0     | Mèxic |
| -------------------------------------------------------------------- | ------- | ----- |
| D. Müller 15' · H. Müller 30' · Rummenigge 38', 73' · Flohe 44', 89' | Informe |       |

| Alemanya Occidental | 0–0     | Tunísia |
| ------------------- | ------- | ------- |
|                     | Informe |         |

### Segona fase: Grup A
| Pos | Equip               | PJ | PG | PE | PP | GF | GC | DG | Pts | Classificació                    |
| --- | ------------------- | -- | -- | -- | -- | -- | -- | -- | --- | -------------------------------- |
| 1   | Països Baixos       | 3  | 2  | 1  | 0  | 9  | 4  | +5 | 5   | Avança a la final                |
| 2   | Itàlia              | 3  | 1  | 1  | 1  | 2  | 2  | 0  | 3   | Avança al partit pel tercer lloc |
| 3   | Alemanya Occidental | 3  | 0  | 2  | 1  | 4  | 5  | −1 | 2   |                                  |
| 4   | Àustria             | 3  | 1  | 0  | 2  | 4  | 8  | −4 | 2   |                                  |

| Itàlia | 0–0     | Alemanya Occidental |
| ------ | ------- | ------------------- |
|        | Informe |                     |

| Països Baixos                    | 2–2     | Alemanya Occidental          |
| -------------------------------- | ------- | ---------------------------- |
| Haan 27' · R. van de Kerkhof 82' | Informe | Abramczik 3' · D. Müller 70' |

| Àustria                            | 3–2     | Alemanya Occidental             |
| ---------------------------------- | ------- | ------------------------------- |
| Vogts 59' (p.p.) · Krankl 66', 87' | Informe | Rummenigge 19' · Hölzenbein 72' |

## Espanya 1982

### Primera fase: Grup 2
| Pos | Equip               | PJ | PG | PE | PP | GF | GC | DG | Pts | Classificació           |
| --- | ------------------- | -- | -- | -- | -- | -- | -- | -- | --- | ----------------------- |
| 1   | Alemanya Occidental | 3  | 2  | 0  | 1  | 6  | 3  | +3 | 4   | Avança a la segona fase |
| 2   | Àustria             | 3  | 2  | 0  | 1  | 3  | 1  | +2 | 4   | Avança a la segona fase |
| 3   | Algèria             | 3  | 2  | 0  | 1  | 5  | 5  | 0  | 4   |                         |
| 4   | Xile                | 3  | 0  | 0  | 3  | 3  | 8  | −5 | 0   |                         |

| Alemanya Occidental | 1–2     | Algèria                   |
| ------------------- | ------- | ------------------------- |
| Rummenigge 67'      | Informe | Madjer 54' · Belloumi 68' |

| Alemanya Occidental                    | 4–1     | Xile        |
| -------------------------------------- | ------- | ----------- |
| Rummenigge 9', 57', 66' · Reinders 81' | Informe | Moscoso 90' |

| Alemanya Occidental | 1–0     | Àustria |
| ------------------- | ------- | ------- |
| Hrubesch 10'        | Informe |         |

### Segona fase: Grup B
| Pos | Equip               | PJ | PG | PE | PP | GF | GC | DG | Pts | Classificació          |
| --- | ------------------- | -- | -- | -- | -- | -- | -- | -- | --- | ---------------------- |
| 1   | Alemanya Occidental | 2  | 1  | 1  | 0  | 2  | 1  | +1 | 3   | Avança a la fase final |
| 2   | Anglaterra          | 2  | 0  | 2  | 0  | 0  | 0  | 0  | 2   |                        |
| 3   | Espanya             | 2  | 0  | 1  | 1  | 1  | 2  | −1 | 1   |                        |

| Alemanya Occidental | 0–0     | Anglaterra |
| ------------------- | ------- | ---------- |
|                     | Informe |            |

| Alemanya Occidental          | 2–1     | Espanya    |
| ---------------------------- | ------- | ---------- |
| Littbarski 50' · Fischer 75' | Informe | Zamora 82' |

### Fase final

#### Semifinal
| Alemanya Occidental                                              | 3–3 (pr.) | França                                                |
| ---------------------------------------------------------------- | --------- | ----------------------------------------------------- |
| Littbarski 17' · Rummenigge 102' · Fischer 108'                  | Informe   | Platini 26' (p.) · Trésor 92' · Giresse 98'           |
| Tanda de penals                                                  |           |                                                       |
| Kaltz · Breitner · Stielike · Littbarski · Rummenigge · Hrubesch | 5–4       | Giresse · Amoros · Rocheteau · Six · Platini · Bossis |

#### Final
| Itàlia                                   | 3–1     | Alemanya Occidental |
| ---------------------------------------- | ------- | ------------------- |
| Rossi 57' · Tardelli 69' · Altobelli 81' | Informe | Breitner 83'        |

## Mèxic 1986

### Primera fase: Grup E
| Pos | Equip               | PJ | PG | PE | PP | GF | GC | DG | Pts | Classificació                      |
| --- | ------------------- | -- | -- | -- | -- | -- | -- | -- | --- | ---------------------------------- |
| 1   | Dinamarca           | 3  | 3  | 0  | 0  | 9  | 1  | +8 | 6   | Avança a la fase final             |
| 2   | Alemanya Occidental | 3  | 1  | 1  | 1  | 3  | 4  | −1 | 3   | Avança a la fase final             |
| 3   | Uruguai             | 3  | 0  | 2  | 1  | 2  | 7  | −5 | 2   | Opta a una plaça per la fase final |
| 4   | Escòcia             | 3  | 0  | 1  | 2  | 1  | 3  | −2 | 1   |                                    |

| Uruguai      | 1–1     | Alemanya Occidental |
| ------------ | ------- | ------------------- |
| Alzamendi 4' | Informe | Allofs 84'          |

| Alemanya Occidental     | 2–1     | Escòcia      |
| ----------------------- | ------- | ------------ |
| Völler 23' · Allofs 49' | Informe | Strachan 18' |

| Dinamarca                       | 2–0     | Alemanya Occidental |
| ------------------------------- | ------- | ------------------- |
| J. Olsen 43' (p.) · Eriksen 62' | Informe |                     |

### Segona fase

#### Vuitens de final
| Marroc | 0–1     | Alemanya Occidental |
| ------ | ------- | ------------------- |
|        | Informe | Matthäus 87'        |

#### Quarts de final
| Alemanya Occidental                     | 0–0 (pr.) | Mèxic                       |
| --------------------------------------- | --------- | --------------------------- |
|                                         | Informe   |                             |
| Tanda de penals                         |           |                             |
| Allofs · Brehme · Matthäus · Littbarski | 4–1       | Negrete · Quirarte · Servín |

#### Semifinals
| França | 0–2     | Alemanya Occidental    |
| ------ | ------- | ---------------------- |
|        | Informe | Brehme 9' · Völler 89' |

#### Final
| Argentina                                | 3–2     | Alemanya Occidental         |
| ---------------------------------------- | ------- | --------------------------- |
| Brown 23' · Valdano 56' · Burruchaga 84' | Informe | Rummenigge 74' · Völler 81' |

## Rússia 2018

### Fase de grups
| Pos | Equip         | PJ | PG | PE | PP | GF | GC | DG | Pts | Classificació        |
| --- | ------------- | -- | -- | -- | -- | -- | -- | -- | --- | -------------------- |
| 1   | Suècia        | 3  | 2  | 0  | 1  | 5  | 2  | +3 | 6   | Avança a segona fase |
| 2   | Mèxic         | 3  | 2  | 0  | 1  | 3  | 4  | −1 | 6   | Avança a segona fase |
| 3   | Corea del Sud | 3  | 1  | 0  | 2  | 3  | 3  | 0  | 3   |                      |
| 4   | Alemanya      | 3  | 1  | 0  | 2  | 2  | 4  | −2 | 3   |                      |

| Alemanya | 0–1     | Mèxic      |
| -------- | ------- | ---------- |
|          | Informe | Lozano 35' |

| Alemanya                             | 2–1     | Suècia       |
| ------------------------------------ | ------- | ------------ |
| Reus 48' · Boateng 82' · Kroos 90+5' | Informe | Toivonen 32' |

| Corea del Sud                             | 2–0     | Alemanya |
| ----------------------------------------- | ------- | -------- |
| Kim Young-won 90+3' · Son Heung-min 90+6' | Informe |          |